# 托雷洛斯内格罗斯
托雷洛斯内格罗斯，是西班牙阿拉贡自治区特鲁埃尔省的一个市镇。总面积29平方公里，总人口94人（2001年），人口密度3人/平方公里。